# Granica omańsko-saudyjska
Granica omańsko-saudyjska (ar. الحدود السعودية العمانية) – granica międzypaństwowa między Omanem a Arabią Saudyjską o długości 658 kilometrów.

## Przebieg
Granica przebiega na większości swojej długości przez pustynię Ar-Rab al-Chali.
Granica składa się z trzech prostych odcinków o długości ok. 92, 233 i 333 kilometrów.

## Przejście graniczne
Pierwsze przejście graniczne – Ramlet Khalya – powstało w 2006 roku.
W 2014 roku planowane było otwarcie pierwszej drogi między Arabią Saudyjską a Omanem od Alkwifriah przez Shaybah i przejście graniczne Ramlet Khalya do Ibri o długości 725 kilometrów, jednak z powodów technicznych i finansowych została otwarta w grudniu 2021.